# Літописні племена
Літописні племена — термін, що вживається істориками для означення тих слов'ян, союзів племен, які згадані літописцем у «Повісті минулих літ». Загалом літописець подає понад 25 їхніх найменувань. Частина з них згадується у певній послідовності — в складі груп, що виокремлюються літописцем за географічним принципом.
Порядок їх згадування такий:
1. подунайські племена — моравани, чехи, білі хорвати, серби, хорутани;
2. племена, які жили на землях біля р.Вісла, а це — ляхи й племена, що від них пішли, — віслянські поляни, лютичі, мазовшани, поморяни;
3. племена, що жили на сході загальнослов'янського ареалу побутування, тобто східнослов'янські племена, — поляни, древляни, дреговичі, полочани, ільменські словени, сіверяни.

Потім, в іншому місці «Повісті…» (у недатованій частині), згадуються імена племен: дуліби, бужани, волиняни, уличі, тиверці, хорвати, кривичі, радимичі, в'ятичі.
Ґрунтуючись на твердженні «Повісті врем'яних літ», що всі ці племена «мали ж свої обичаї та закони предків своїх і заповіти, кожне — свій норов», вчені припускають, що як об'єднання ці племена становили собою етнополітичні та територіальні утворення.
Згідно з даними археології, усі східнослов'ян. племена, які жили на землях, що є нині територією України, треба вважати носіями близьких за своїми ознаками археологічних культур — райковецької культури, волинцівської культури та роменська культурароменської культури, на території Росії та Білорусі — носіями культур, синхронних із уже перерахованими. Археологами встановлено, що територія поширення волинцівської та роменської культур збігається з територією мешкання сіверян, райковецька культура покриває територію проживання всіх правобережних слов'ян від Дніпра до приток Вісли — Західного Бугу і Сяну. Проте виділити в межах цього регіону пам'ятки, які належали б тому чи іншому з Літописних племен Правобережної України, поки що не вдається. Такі спроби були більш успішними для північних племен на території Росії та Білорусі, там знайдено додаткові елементи для розрізнення — пам'ятки балтського та угро-фінського субстратного населення, яке було інтегроване прийшлими туди слов'янами. Найбільш виразними етнографічними племінними ознаками багатьох тамтешніх племен виявилися жіночі прикраси.
За відомостями арабського автора X ст. ал-Масуді, у 3-й частині 1 тис. на території Волині і Верхнього Подністров'я існував племінний союз правобережних племен, що утворився навколо дулібів-волинян на чолі з князем Маджаком. Деякі історики вважають, що цей союз як об'єднання був початковим етапом слов'янської державності на території України. Невдовзі під ударами аварів він розпався. Державотворчі процеси на східнослов'янських землях поновилися в IX ст. в Середньому Подніпров'ї, основною їх рушійною силою стали поляни разом з норманськими дружинами, що на чолі з князями Рюриковичами прийшли в тутешні краї. Саме завдяки їх спільним зусиллям навколо Києва сформувалася східнослов'янська держава Русь.